# 見よ!!ゴレンジャー/戦いおわって
「見よ!!ゴレンジャー」（みよゴレンジャー）は、ささきいさお、こおろぎ'73らのシングル。1976年10月25日に日本コロムビアから発売された。型番はSCS-324。

## 解説
表題曲「見よ!!ゴレンジャー」は、テレビドラマ（特撮番組）『秘密戦隊ゴレンジャー』の後期エンディングテーマとして使用された。カップリングには、同じくささきいさおが歌う同作挿入歌「戦いおわって」が収録されている。
『秘密戦隊ゴレンジャー』の放送が長期にわたったため、この時点ですでに「アクションデラックス 勢ぞろい秘密戦隊ゴレンジャー」（CW-7026、1975年8月1日発売）および「最新テレビまんが人気者（アイドル）デラックス」（CW-7077、1976年8月25日発売）という2枚のLPレコードが発売されていた。CW-7026には、シングル盤「秘密戦隊ゴレンジャー」で既出のオープニングテーマ、初代エンディングテーマに、その時点で初出の挿入歌10曲を加えた全12曲が収録されていた。一方、CW-7077には、本作と『忍者キャプター』から各6曲が収録されていた。本作からの楽曲は両LP間で一部、重複していたが、CW-7026とCW-7077をあわせてすでに合計14曲となっていた。また、これらのLPからシングルカットされた挿入歌も数曲あった。
その後、2代目エンディングテーマ用にさらに新曲が作られたために本盤の発売となり、そのB面用にも新曲が作られたことによって、『秘密戦隊ゴレンジャー』の主題歌・挿入歌は合計16曲になった。
「見よ!!ゴレンジャー」では、メインボーカルのささきいさお担当部分が1パートのみで、ほとんとがナレーションのようになっているという珍しい手法が採用された。
なお1978年3月公開の映画『ジャッカー電撃隊VSゴレンジャー』では、本曲の前半部と『ジャッカー電撃隊』挿入歌「J.A.K.Q. 進めジャッカー」の前半部をメドレー形式でつなげ、同作のテーマ曲として使用した。

## 収録曲
（全作曲・編曲：渡辺宙明）
1. 見よ!!ゴレンジャー
  - 歌：ささきいさお、こおろぎ'73、ウィルビーズ
  - 作詞：石森章太郎
  - 特撮番組『秘密戦隊ゴレンジャー』2代目エンディングテーマ。
2. 戦いおわって
  - 歌：ささきいさお、こおろぎ'73
  - 作詞：八手三郎
  - 特撮番組『秘密戦隊ゴレンジャー』挿入歌。挿入歌となっているが本編未使用。